# オウム真理教の階級
オウム真理教の階級（おうむしんりきょうのかいきゅう）はオウム真理教の序列を示す称号である。教団としての名称はステージという。

## 概説
ステージの元々の趣旨は最終解脱に向けた修行の達成度を示す称号であった。信徒は出家するとシッシャ（後にサマナ）と呼ばれ、最終目標である最終解脱者となるために六段階のヨーガの成就が必要とされた。
入門から順にラージャ・ヨーガ（スワミ）、クンダリニー・ヨーガ（大師 / 師）、ジュニアーナ・ヨーガ（正悟師）、大乗のヨーガ（正大師）、報身のヨーガ（正報師）、コーザル・ヨーガ（正法師）とあり、次に最終解脱（天人師）へと到る。
1995年9月の「アヌッタラサッチャ」1号では、大乗のヨーガ（正大師）より上にアストラル・ヨーガ、その上にコーザル・ヨーガがあるが、現在（雑誌刊行時）成就者はいないとされ、最上に「最終解脱者（尊師）」があるとされる。

## 階級一覧
初期の頃の階級
- 尊師 - 麻原彰晃
- 大師（クンダリニー・ヨーガの成就者）
- スワミ（ラージャ・ヨーガの成就者）
- シッシャ（出家修行者）

1988年頃の階級
- 尊師
- 大師 （クンダリニー → ジュニアーナ → 大乗 → 報身 → コーザル → 最終解脱者）
- スワミ
- シッシャ （ブフー → ブハー → スワハ → マハー → ジャナー → タパー）

ステージごとに服装の色が変わるのでレインボーステージと呼ばれていた。
1990年1月の階級
- 尊師
- 大師 （正師 → 正悟師 → 正大師 → 大報師 → 大法師 → 天人師）
- スワミ （行者 → 大行者 → 小師 → 師）
- シッシャ （小学者 → 大学者）

ヨーガと教学の両面を重視する綿密なカリキュラムが組まれたが、第39回衆院選惨敗による組織激変の中で短命のまま立ち消えとなった。
1990年7月頃の階級
- 尊師
- 正大師（大乗のヨーガの成就者）
- 正悟師（ジュニアーナ・ヨーガ、マハー・ムドラーの成就者）
- 師（クンダリニー・ヨーガの成就者）
- スワミ（ラージャ・ヨーガの成就者）
- シャモン（出家修行者）

階級的意味合いが強くなり、各ステージの人数が増えるとその中で更に序列分けされるようになっていった。
1993年頃の階級
- 尊師
- 正大師
- 正悟師 （正悟師長 ‐ 正悟師長補 ‐ 正悟師）
- 師 （師長 ‐ 師長補 ‐ 師 ‐ 小師）
- 師補（スワミ）
- サマナ （サマナ長 ‐ サマナ ‐ サマナ見習）

1994年6月には省庁制を導入し「神聖法皇」「皇子」「大臣」「長官」等の擬似国家的な称号も登場した。
1994年6月頃の階級
- 尊師
- （正報師）[3]
- 正大師
- 正悟師長（悟長）
- 正悟師長補（悟長補）
- 正悟師（悟師）
- 菩薩師長／愛欲天師長（菩長／愛長）
- 菩薩師長補／愛欲天師長補（菩長補／愛長補）
- 菩薩師／愛欲天師（菩師／愛師）
- 小師（スワミ）
- 師補（スワミ補）
- サマナ長
- 沙門（サマナ）
- 見習（サマナ見習）
- 準サマナ

師は菩薩グループと愛欲天グループに分かれている。双方とも別グループの者には指示できない。双方は同格とされたが菩薩師の方が格上と認識されていた。
1994年9月時点では正大師4名、正悟師8名、菩薩師長13名、愛欲天師長9名、菩薩師長補28名、愛欲天師長補17名、菩薩師67名、愛欲天師58名、沙門311名、見習345名であった（警察調べ）。

## 認定
五十音順。太字は刑死した者。
尊師
- 麻原彰晃（松本智津夫）

正報師
- 松本聡香[3] - 麻原の四女。

正大師
- 石井久子 - 最も早い段階で認定された。
- 上祐史浩 - 1992年に認定。
- 松本知子 - 麻原の妻。1991年に認定。
- 松本麗華 - 麻原の三女。
- 新実智光 - 1995年4月の逮捕後に認定された。
- 村井秀夫 - 1994年に認定。

正悟師長（悟長）
- 遠藤誠一 - 1994年に正悟師へ昇格していた。

正悟師（悟師）
- 青山吉伸
- 飯田エリ子
- 石井紳一郎 - 麻原ら教団幹部の多くが逮捕された後の1995年8月頃に認定された。
- 石川公一
- 井上嘉浩 - 1995年3月に認定。
- 大内利裕
- 岐部哲也
- 越川真一
- 杉浦茂
- 杉本繁郎 - 1995年の逮捕後に昇格した。
- 土谷正実 - 1995年3月に認定。出家からわずか3年半での正悟師昇格は教団内でも異例の早さとされている。
- 豊田亨 - 1995年3月に認定。
- 中川智正 - 1995年3月に認定。
- 中村昇 - 1995年3月に認定。
- 二ノ宮耕一
- 野田成人 - 1995年3月に認定。
- 早川紀代秀 - 1994年に認定。
- 林郁夫
- 林泰男 - 1995年3月に認定。
- 広瀬健一 - 1995年3月に認定。
- 都沢和子
- 村岡達子
- 山本まゆみ
- 横山真人 - 1995年3月に認定。

師長（菩薩師長／愛欲天師長）
- 大内早苗
- 滝澤和義
- 中田清秀（愛欲天師長）
- 端本悟（愛欲天師長） - 正悟師より下の階級に所属する信者で、死刑判決が確定した唯一の人物である。
- 渡部和実

師長補（菩薩師長補／愛欲天師長補）
- 高橋克也
- 平田悟
- 平田信

師（菩薩師／愛欲天師）
- 北村浩一
- 外崎清隆（菩薩師）
- 富田隆
- 山形明

その他の階級
- 岡﨑一明（大師） - 1990年2月に教団を脱走した段階での階級。